# Pepe Lienhard

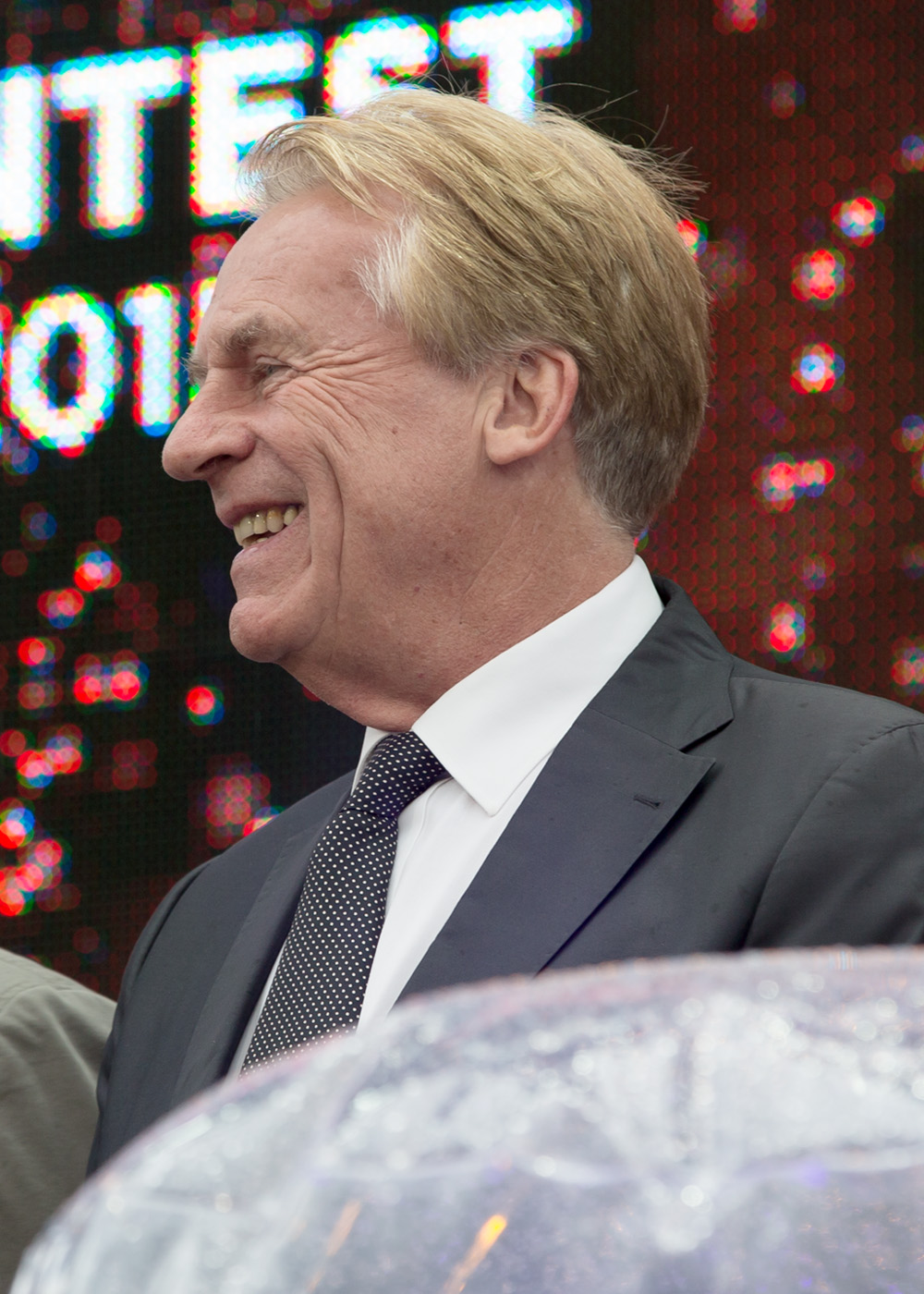
Pepe Lienhard op het Eurovison Village in Wenen, 2015

Pepe Lienhard (Lenzburg, 23 maart 1946) is een Zwitserse bandleider, arrangeur, fluitist en saxofonist. Zijn volledige naam is Peter Rudolf Lienhard.
Op school reeds stichtte hij de band The College strompers. Na school studeerde hij rechten. Hij richtte een nieuwe band op, het eerste succes was Sheila Baby. In 1977 vertegenwoordigde de groep Zwitserland op het Eurovisiesongfestival met het lied Swiss Lady, ze eindigden 6de. De andere groepsleden waren Pino Gasparini, Bill von Arx, Georges Walther, Mostafa Kafa'i Azimi en Christian von Hoffmann. Het liedje was gecomponeerd door Peter Reber van het trio Peter, Sue & Marc.
In 1980 begon hij dan met een Big Band die in 1982 Udo Jürgens begeleidde op zijn tournee. Ook Sammy Davis jr. en Frank Sinatra werden door hen begeleid.

## Successen
- Sheila Baby
- Swiss Lady
- My Honeybee

## Discografie
- Saxy LiebesTraum
- The Swing Goes On
- Sounds Great
- Let's Dance

1956: Lys Assia + Lys Assia · 
1957: Lys Assia · 
1958: Lys Assia · 
1959: Christa Williams · 
1960: Anita Traversi · 
1961: Franca di Rienzo · 
1962: Jean Philippe · 
1963: Esther Ofarim · 
1964: Anita Traversi · 
1965: Yovanna · 
1966: Madeleine Pascal · 
1967: Géraldine · 
1968: Gianni Mascolo · 
1969: Paola · 
1970: Henri Dès · 
1971: Peter, Sue & Marc · 
1972: Véronique Müller · 
1973: Patrick Juvet · 
1974: Piera Martell · 
1975: Simone Drexel · 
1976: Peter, Sue & Marc · 
1977: Pepe Lienhard Band · 
1978: Carole Vinci · 
1979: Peter, Sue & Marc & Pfuri, Gorps & Kniri · 
1980: Paola · 
1981: Peter, Sue & Marc · 
1982: Arlette Zola · 
1983: Mariella Farré · 
1984: Rainy Day · 
1985: Mariella Farré & Pino Gasparini · 
1986: Daniela Simmons · 
1987: Carol Rich · 
1988: Céline Dion · 
1989: Furbaz · 
1990: Egon Egemann · 
1991: Sandra Simó · 
1992: Daisy Auvray · 
1993: Annie Cotton · 
1994: Duilio · 
1996: Kathy Leander · 
1997: Barbara Berta · 
1998: Gunvor · 
2000: Jane Bogaert · 
2002: Francine Jordi · 
2004: Piero Esteriore & The MusicStars · 
2005: Vanilla Ninja · 
2006: Six4one · 
2007: DJ BoBo · 
2008: Paolo Meneguzzi · 
2009: Lovebugs · 
2010: Michael von der Heide · 
2011: Anna Rossinelli · 
2012: Sinplus · 
2013: Takasa · 
2014: Sebalter · 
2015: Mélanie René · 
2016: Rykka · 
2017: Timebelle · 
2018: ZiBBZ · 
2019: Luca Hänni · 
2021: Gjon's Tears · 
2022: Marius Bear · 
2023: Remo Forrer · 
2024: Nemo · 
2025: Zoë Më
- Gemeinsame Normdatei: 134862953
- International Standard Name Identifier: 0000 0001 3125 9195
- MusicBrainz: 5dd95442-1560-41a4-9b77-a6be9354f581
- Virtual International Authority File: 79822841